# Albert Hill
Albert Hill   (Tooting, 24 de març de 1889 - London, 8 de gener de 1969) va ser un atleta anglès que va competir durant la dècada de 1920. Especialista en proves mig fons, en el seu palmarès destaquen tres medalles olímpiques.
Hill va començar com un corredor de fons, guanyant els campionats britànics AAA de més de 4 milles el 1910. Durant la Primera Guerra Mundial va lluitar amb la Royal Flying Corps a França. Fou després de la guerra quan va fer el pas a les curses de mig fons. Entrenat per Sam Mussabini (entrenador dels 100 metres de Reggie Walker i Harold Abrahams), va guanyar el campionats AAA de 1919 de les 880 iardes i de la milla, alhora que igualava el rècord britànic de la milla amb un temps de 4' 16.8". En un primer moment no fou seleccionat per participar en els Jocs Olímpics de 1920 perquè els dirigents el consideraven massa gran, amb 31 anys. Finalment sí que va disputar els Jocs d'Anvers, on disputà tres proves del programa d'atletisme. En els 800 i 1.500 metres guanyà la medalla d'or; mentre en els 3.000 metres per equips guanyà la de plata, fent equip amb Charles Blewitt i William Seagrove.
Hill va guanyar el campionat de l'AAA de la milla el 1921, establint un nou rècord britànic amb un temps de 4' 13". Es va retirar el 1921 i passà a exercir d'entrenador, sent el seu millor alumne Sydney Wooderson. Poc després de la Segona Guerra Mundial va emigrar al Canadà, on va morir el 1969.
El 2010 fou incorporat al Saló de la Fama d'Atletisme d'Anglaterra.

## Millors marques
- 800 metres llisos. 1'53.4" (1920)
- 1000 iardes. 2'15.0" (1920)
- 1.500 metres llisos. 4'01.8" (1920)
- milla. 4'13.8" (1921)[1][2]